# Flutura Açka
Flutura Açka (ur. 4 czerwca 1966 w Elbasanie) – albańska poetka, prozaiczka i dziennikarka.

## Życiorys
W 1988 roku ukończyła studia ekonomiczne (specjalność: statystyka) na Uniwersytecie Tirańskim. a w 2001 studia z zakresu języka i literatury albańskiej na uniwersytecie w Elbasanie. 
Przez kilka lat pracowała jako dziennikarka czasopisma „Fjala e lire” (Wolne słowo) oraz „Ku vemi” w Elbasanie, a także jako redaktorka w wydawnictwie Onufri, zanim założyła własne wydawnictwo Skanderbeg Books.
Jej talent poetycki zabłysnął w 1997 r. na Strużańskich Wieczorach Poezji, międzynarodowej imprezie poetyckiej, odbywającej się w macedońskiej Strudze. Tam też została nagrodzona „Lirą Strugi”. Rok później w Tivoli została uznana za jedną z 13 najlepszych poetów europejskich młodego pokolenia (do 35 roku życia).
Jest związana z Demokratyczną Partią Albanii, pełni w niej funkcję przewodniczącej komisji etyki.
Mieszka w Tiranie i w Utrechcie. Miała syna Jerina (zm. 2018).

## Twórczość

### Poezja
- Tri vjeshta larg (Trzy jesienie stąd), Elbasan 1993.
- Fund shpirti, Tirana 1994.
- Mure vetmie (Ściany samotności), Elbasan 1995.
- Festë me ankthin (Świętowanie z udręką), Elbasan 1997.
- Kënga e Aretuzës (Pieśń Aretuzy), Prishtina 1998.
- Shabani, Shkup 2002.
- Kurth' i diellit (Słoneczna pułapka), Tirana 2002.
- Dhjetë vjet poezi: 1993-2003 (Dziesięć lat poezji), Tirana 2003.
- Zbathur (Boso), Tirana 2007
- Lutje dimri (Zimowa prośba), Tirana 2008.
- Rënkimi i shiut : poezi : (1993-2011), Tirana 2012.
- Këpucët e kujtesës, Tirana 2013 (wspólnie z Edmondem Tupją)
- Ftesë për flirt (Zaproszenie do flirtu), Tirana 2015
- Roja i dritës (Straż światła), Tirana 2018

### Proza
- Vetmi gruaje (Kobieca samotność, powieść), Tirana 2001.
- Hiri, Tirana 2006.
- Kryqi i harresës (Krzyż zapomnienia, powieść), Tirana 2008.
- Ku je (Gdzie jesteś, powieść), Tirana 2009
- Kukullat nuk kanë Atdhe (Lalki nie mają ojczyzny, powieść), Tirana 2013.
- Të ftuar në Rrethin e Dhjetë (Zaproszeni do dziesiątego kręgu), Tirana 2017

### Krytyka literacka
- Milianov Kallupi dhe Hajku, Elbasan 2004.
- Biri : requiem për Mr. J, Tirana 2020